# Patinaj viteză pe pistă scurtă la Jocurile Olimpice de iarnă din 2014
Probele sportive de patinaj viteză pe pistă scurtă la Jocurile Olimpice de iarnă din 2014 s-au desfășurat în perioada 10-21 februarie 2014 la Palatul de patinaj Iceberg aflat în orașul Soci, Rusia. Au participat 116 sportivi din 25 de țări.

## Calendarul competiției
Acest calendar cuprinde toate cele 8 probe de patinaj viteză pe pistă scurtă.
Toate orele sunt în Ora României (UTC+2).
| Dată         | Oră   | Probă                   |
| ------------ | ----- | ----------------------- |
| 10 februarie | 11:45 | Ștafetă 3000 m feminin  |
| 10 februarie | 11:45 | 500 m feminin           |
| 10 februarie | 11:45 | 1500 m masculin         |
| 13 februarie | 13:00 | Ștafetă 5000 m masculin |
| 13 februarie | 13:00 | 1000 m masculin         |
| 13 februarie | 13:00 | 500 m feminin           |
| 15 februarie | 12:00 | 1500 m feminin          |
| 15 februarie | 12:00 | 1000 m masculin         |
| 18 februarie | 11:30 | 1000 m feminin          |
| 18 februarie | 11:30 | 500 m masculin          |
| 18 februarie | 11:30 | Ștafetă 3000 m feminin  |
| 21 februarie | 18:30 | 1000 m feminin          |
| 21 februarie | 18:30 | 500 m masculin          |
| 21 februarie | 18:30 | Ștafetă 5000 m masculin |

## Sumar medalii

### Clasament pe țări
| Loc   | Țară                             | Aur | Argint | Bronz | Total |
| ----- | -------------------------------- | --- | ------ | ----- | ----- |
| 1     | Rusia (RUS)                      | 3   | 1      | 1     | 5     |
| 2     | China (CHN)                      | 2   | 3      | 1     | 6     |
| 3     | Coreea de Sud (KOR)              | 2   | 1      | 2     | 5     |
| 4     | Canada (CAN)                     | 1   | 1      | 1     | 3     |
| 5     | Italia (ITA)                     | 0   | 1      | 2     | 3     |
| 6     | Statele Unite ale Americii (USA) | 0   | 1      | 0     | 1     |
| 7     | Olanda (NED)                     | 0   | 0      | 1     | 1     |
| Total | Total                            | 8   | 8      | 8     | 24    |

### Masculin
| Probă sportivă     | Aur                                                                               | Aur         | Argint                                                                                                 | Argint   | Bronz                                                            | Bronz    |
| 500 metri          | Victor An · Rusia (RUS)                                                           | 41.312      | Wu Dajing · China (CHN)                                                                                | 41.516   | Charle Cournoyer · Canada (CAN)                                  | 41.617   |
| 1000 metri         | Victor An · Rusia (RUS)                                                           | 1:25.325    | Vladimir Grigorev · Rusia (RUS)                                                                        | 1:25.399 | Sjinkie Knegt · Olanda (NED)                                     | 1:25.611 |
| 1500 metri         | Charles Hamelin · Canada (CAN)                                                    | 2:14.985    | Han Tianyu · China (CHN)                                                                               | 2:15.055 | Victor An · Rusia (RUS)                                          | 2:15.062 |
| Ștafetă 5000 metri | Rusia (RUS) · Victor An · Semion Elistratov · Vladimir Grigorev · Ruslan Zakharov | 6:42.100 RO | Statele Unite ale Americii (USA) · Eddy Alvarez · J. R. Celski · Christopher Creveling · Jordan Malone | 6:42.371 | China (CHN) · Chen Dequan · Han Tianyu · Shi Jingnan · Wu Dajing | 6:48.341 |

### Feminin
| Probă sportivă     | Aur                                                                                           | Aur      | Argint                                                                                    | Argint   | Bronz                                                                                | Bronz    |
| 500 metri          | Li Jianrou · China (CHN)                                                                      | 45.263   | Arianna Fontana · Italia (ITA)                                                            | 51.250   | Park Seung-hi · Coreea de Sud (KOR)                                                  | 54.207   |
| 1000 metri         | Park Seung-hi · Coreea de Sud (KOR)                                                           | 1:30.761 | Fan Kexin · China (CHN)                                                                   | 1:30.811 | Shim Suk-hee · Coreea de Sud (KOR)                                                   | 1:31.027 |
| 1500 metri         | Zhou Yang · China (CHN)                                                                       | 2:19.140 | Shim Suk-hee · Coreea de Sud (KOR)                                                        | 2:19.239 | Arianna Fontana · Italia (ITA)                                                       | 2:19.416 |
| Ștafetă 3000 metri | Coreea de Sud (KOR) · Shim Suk-hee · Park Seung-hi · Cho Ha-ri · Kim A-lang · Kong Sang-jeong | 4:09.498 | Canada (CAN) · Marie-Ève Drolet · Jessica Hewitt · Valérie Maltais · Marianne St-Gelais · | 4:10.641 | Italia (ITA) · Arianna Fontana · Lucia Peretti · Martina Valcepina · Elena Viviani · | 4:14.014 |

## Calificare
Un număr de maxim de 120 de sportivi (60 de bărbați și 60 de femei) a fost disponibil în cadrul calificărilor la disciplina patinaj viteză pe pistă scurtă. Țările s-au calificat prin intermediul a două cupe mondiale organizate în noiembrie 2013. O țară poate califica maxim 5 atleți pe sexe dacă are o echipă de ștafetă mixtă calificată și doar 3 dacă nu. Țara organizatoare, Rusia, a primit automat 10 locuri. Au fost 32 de calificați la probele de 500 și 1000 de m, 36 la proba de 1500 m și la ștafetă 8. Taiwan și Lituania s-au calificat pentru prima dată la această disciplină. Hong Kong și-a calificat primul bărbat de la JO de iarnă la acest sport.  Federația Internațională de Patinaj a publicat pe 22 noiembrie 2013 calificații.